# Districtul Hongkou
Hongkou (虹口 în chineză, Hóngkǒu în pinyin) este un district central în Shanghai, Republica Populară Chineză. 